# Carlos Washington Aliseris
Carlos Washington Aliseris Genta (Montevideo, 19 de enero de 1899-Montevideo, 25 de marzo de 1974) fue un pintor y artista plástico uruguayo.

## Biografía
Sus padres fueron Carlos Aliseris y María Emilia Genta. Sus estudios comenzaron en el Colegio Seminario en Montevideo y estudios de escultura en la Escuela Industrial N° 1 (1924-1928),con el maestro Luis Falcini.( referencia libro Aliseris por Arq Gabriel Peluffo Linari, ISBN 987-22343-0-2, página 175. 
Su formación pictórica la realizó en el Círculo de Bellas Artes con el maestro Domingo Bazzurro y recibió consejos de Milo Beretta. En Buenos Aires asistió a clases con Alfredo Guttero y en Brasil compartió amistad con Cándido Portinari y Pedro Correia de Araújo.
Una beca entregada por el gobierno de Uruguay le permitió recorrer Bélgica, Francia y España entre 1938 y 1943 estudiando con el Barón Opsomer, André Lhote e Ignacio Zuloaga.

## Premios y reconocimientos
- 1930- Medalla de Plata, en la Exposición Ibero-Americana de Sevilla (España).

- 1937- 4° Premio, Medalla de Bronce, en el 1.er Salón Nacional de Pintura, por su óleo "Retrato del Dr. J. Faravelli y su esposa" (Uruguay).[3]